# Kvinna i blått som läser ett brev
Kvinna i blått som läser ett brev är en oljemålning av Johannes Vermeer från omkring 1663.

## Beskrivning av målningen
Målningen visar en kvinna i blå halvärmad dräktjacka i bildens mitt som stående i profil läser ett brev framför ett bord, som står framför ett i målningen inte avbildat fönster. 
På väggen bakom kvinnan hänger en karta över Holland och Friesland, vilken ritats 1620 av Balthasar Florisz van Berkenrode (1591–1645) och tryckts av Balthasar Jansz Blaeu några år senare. Det är samma karta som avbildas i Officer och leende ung kvinna. I bilden finns också två stolar och på bordet ett pärlhalsband, smyckesskrin och en skarf.
| ”                                                        | Känner du till en målare som heter Vermeer? Han har målat en underbar och vacker tavla av en gravid holländska. Färgskalan består av blått, citrongult, pärlgrått och vitt. Det är sant att, i de få bilder vi har av honom, kan man se alla palettens färger, men det är också karaktäristiskt för honom att han kombinerar citrongult, något blått och en bit ljust grått, så som Velazquez binder ihop svart, vitt, grått och rosa till en harmoni. | „ |
| – Vincent van Gogh i ett brev till målaren Émile Bernard | |   |

## Proveniens
Målningens tidigaste ägare är inte kända. Den ingick troligen vid försäljningen efter Pieter van der Lip i juni 1712 i Amsterdam.
Den såldes vid auktionen efter köpmannen Moses De Chaves i Amsterdam i november 1759. I april 1791 såldes den efter P. Lyonet i Amsterdam och två år senare efter Ph. van der Schley till klädeshandlaren och parlamentsledamoten Herman ten Kate (1731–1800) i Amsterdam, som hade den till 1800. På auktion efter honom i Amsterdam såldes den till Frankrike. Där fanns den i två samlingar innan den kom till London efter 1833. År 1839 såldes den tillbaka till Amsterdam och innehades av den nederländske bankiren Adriaan van der Hoop (1778–1854). Denne donerade sin stora konstsamling till Amsterdams kommun 1847 och målningen hänger nu
som lån i Rijksmuseum i Amsterdam.

## Brevmotivet hos Johannes Vermeer

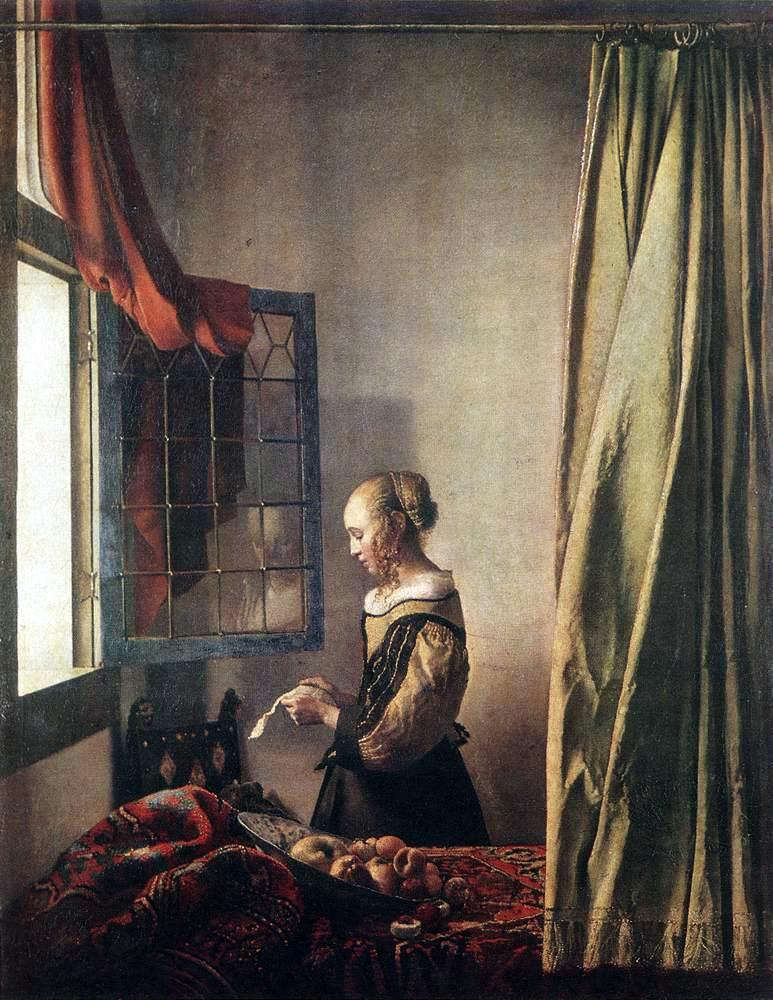
Ung kvinna som läser ett brev vid ett öppet fönster, omkring 1659
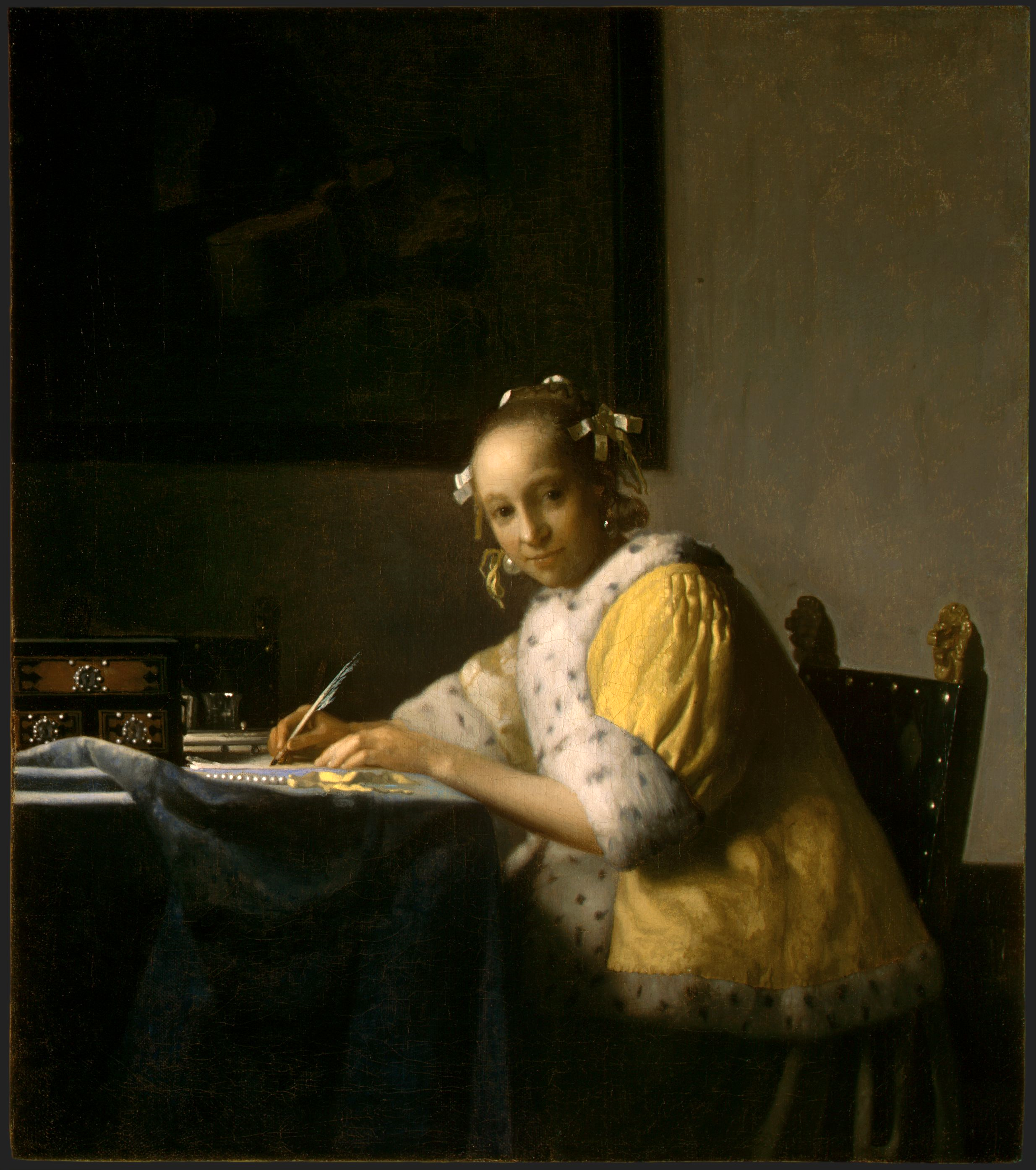
En dam som skriver ett brev, 1665–66
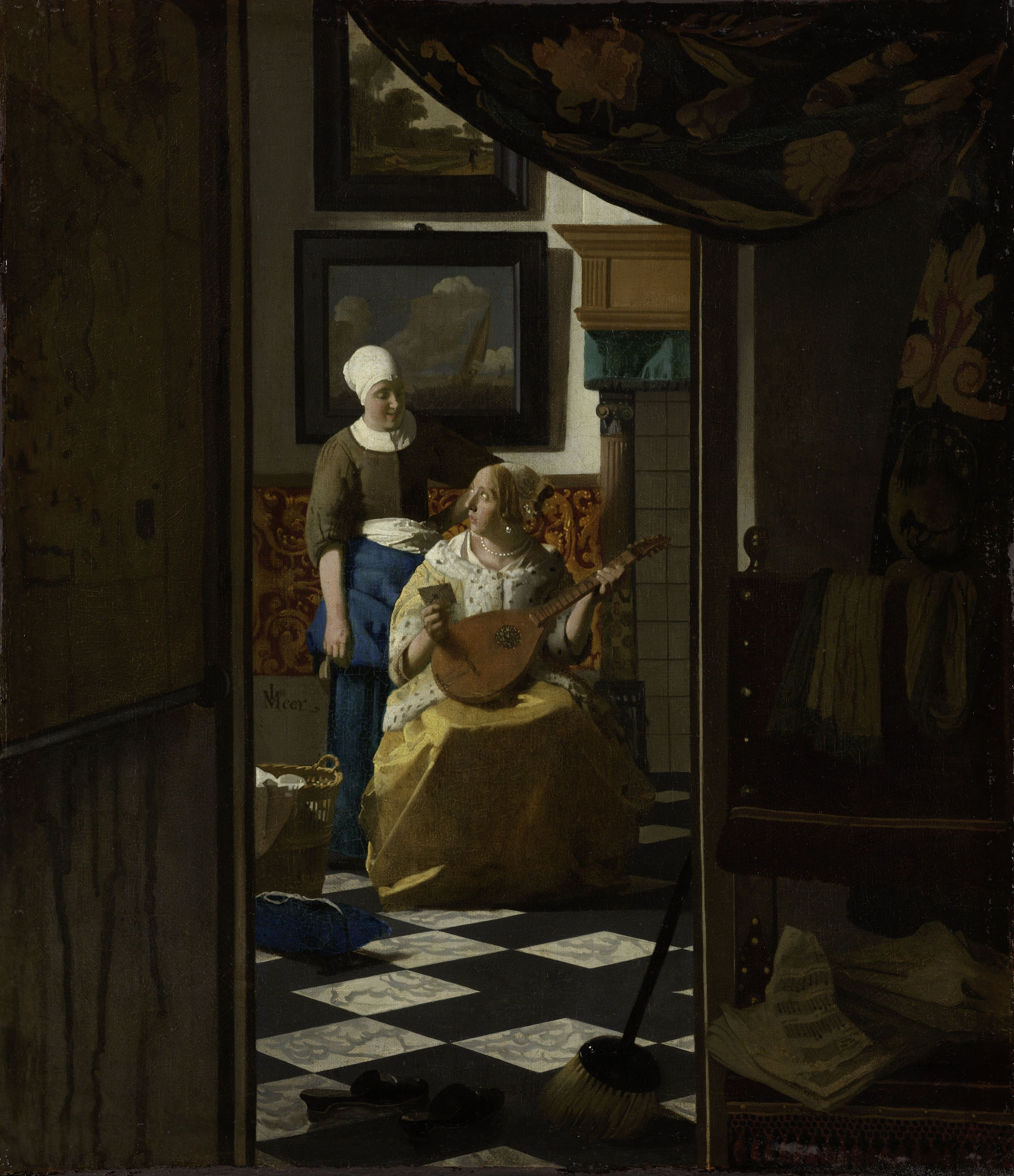
Kärleksbrevet, 1669–70
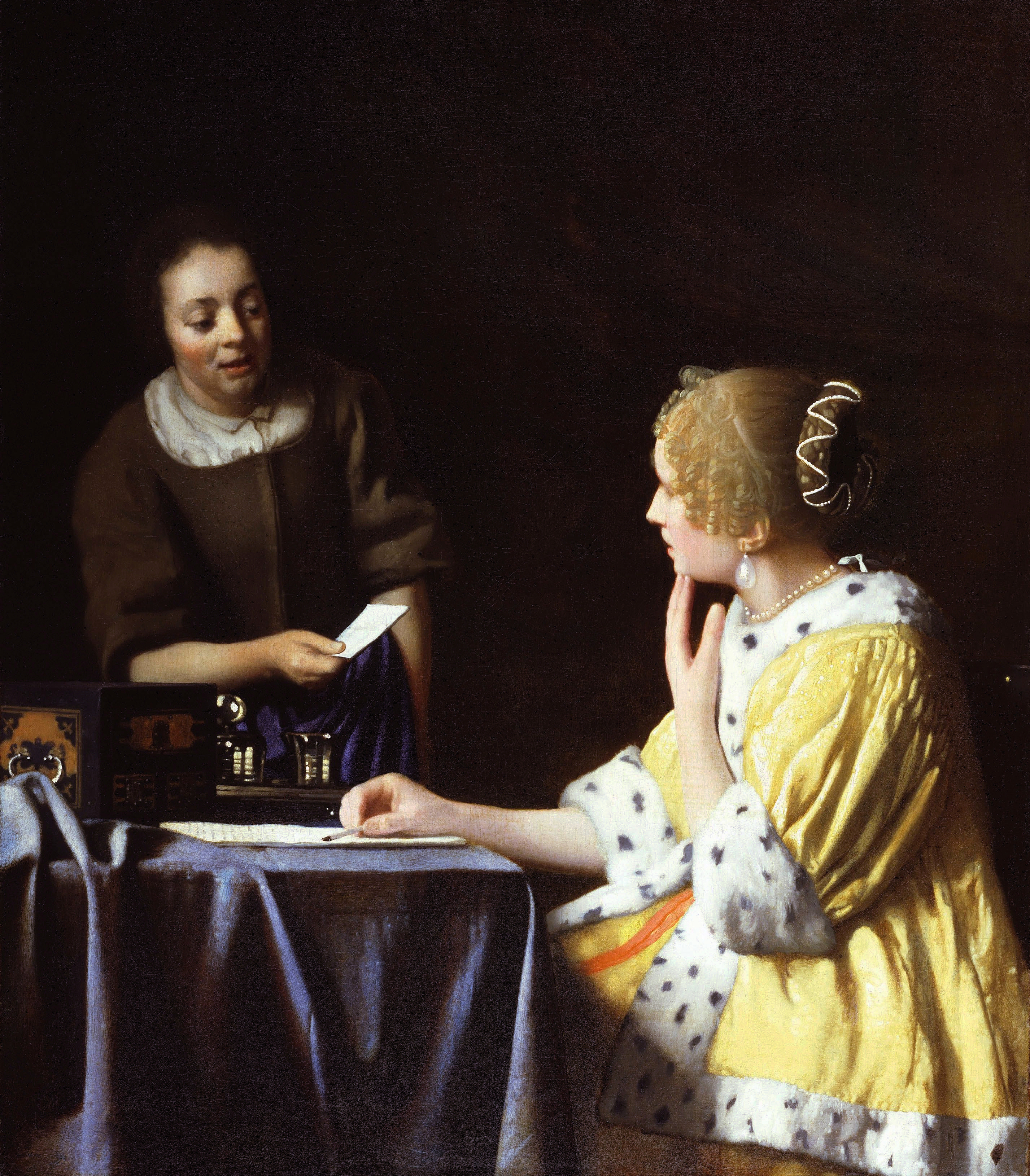
Dam med sin kammarjungfru som håller ett brev i handen, 1670

## Brevmotivet i annan samtida konst

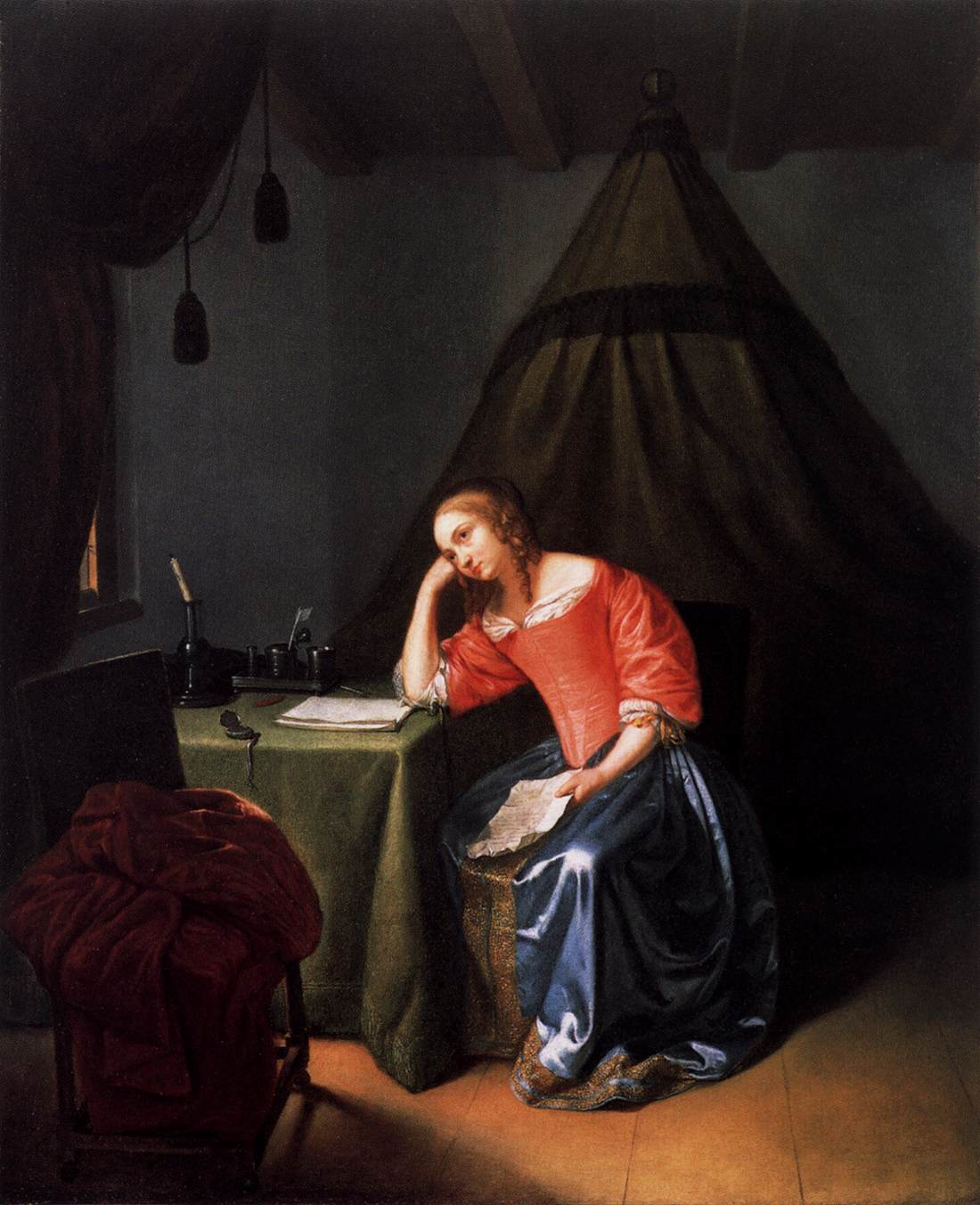
Ung kvinna som håller ett brev av Caspar Netscher, omkring 1665
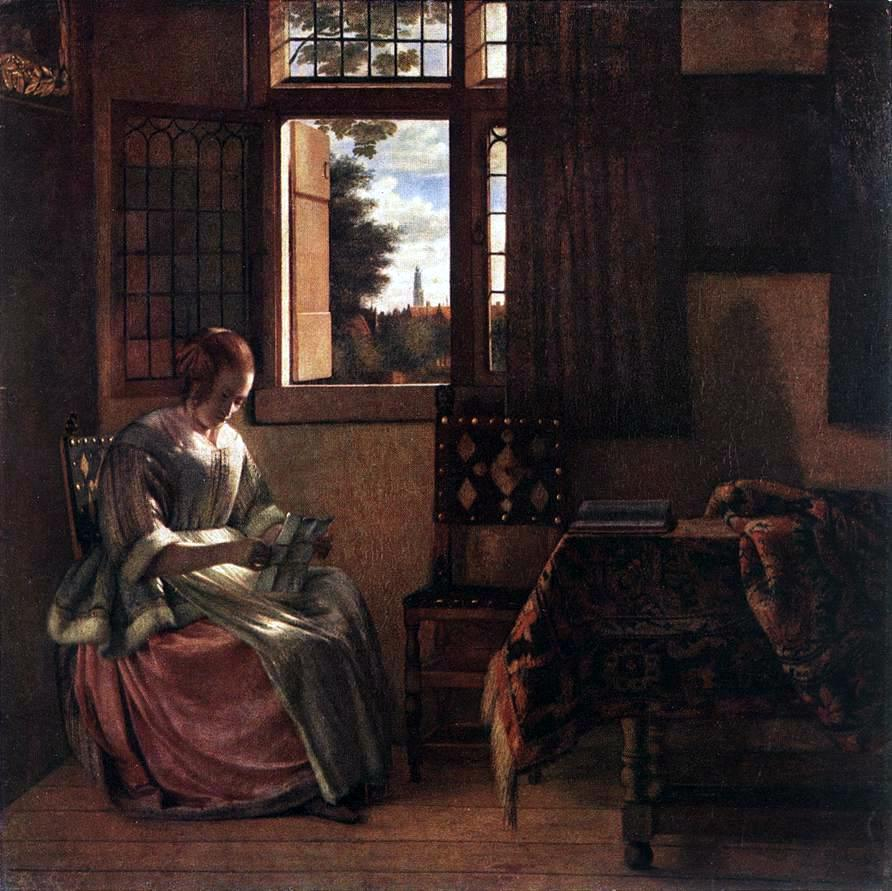
Kvinna som läser ett brev av Pieter de Hooch, 1664
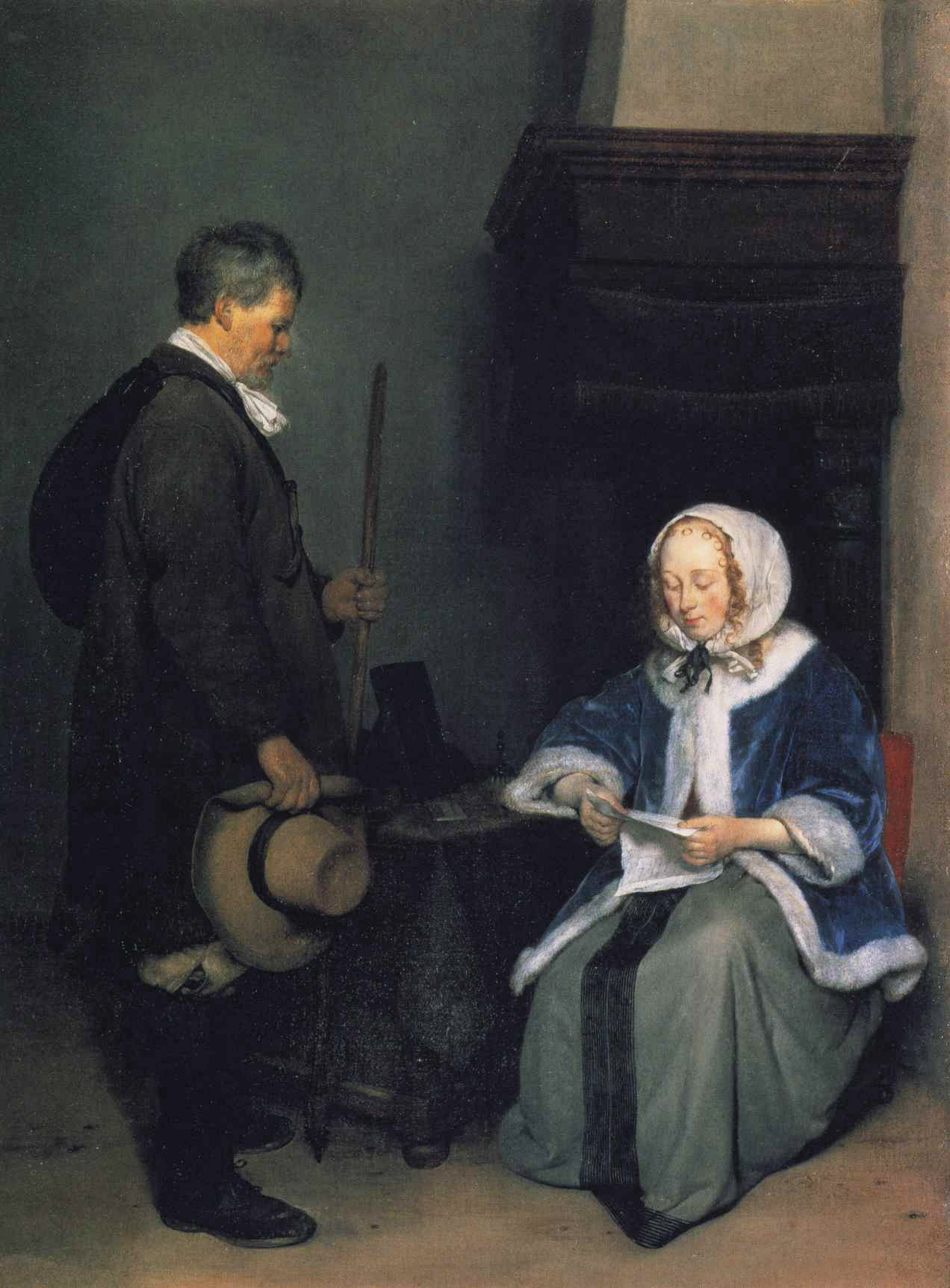
Dam som läser ett brev, av Gerhard ter Borch, omkring 1662 av
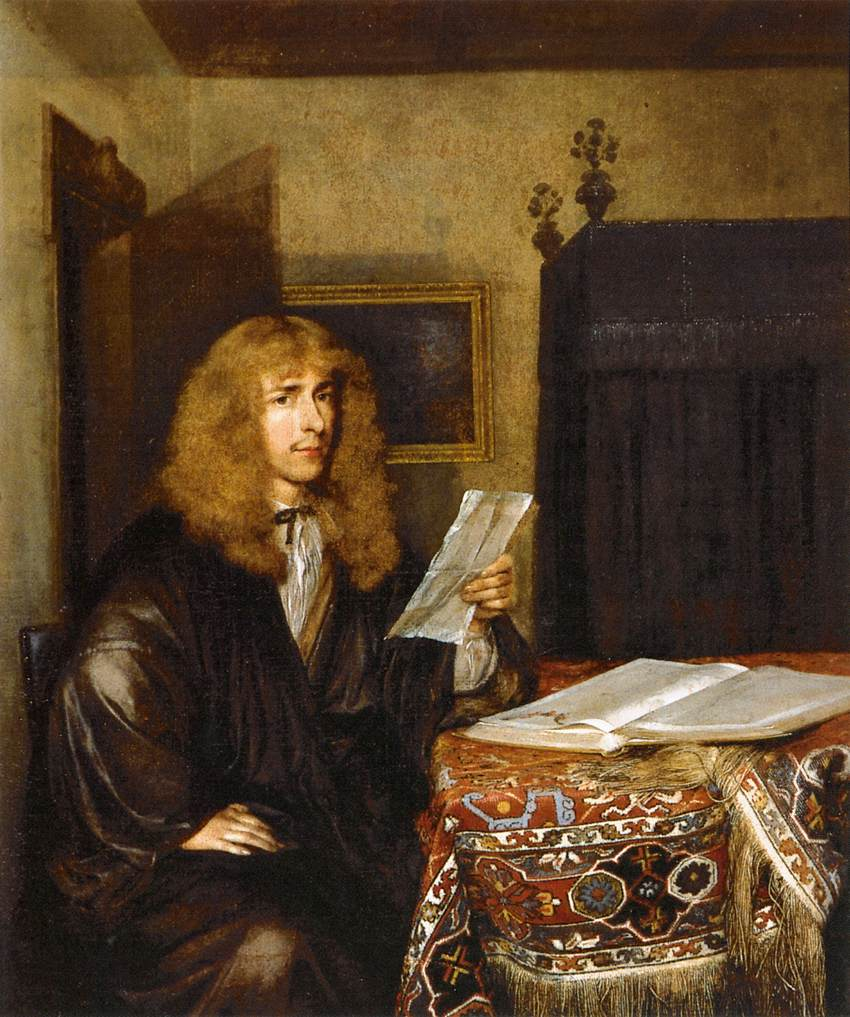
Man som läser av Gerhard ter Borch, 1675
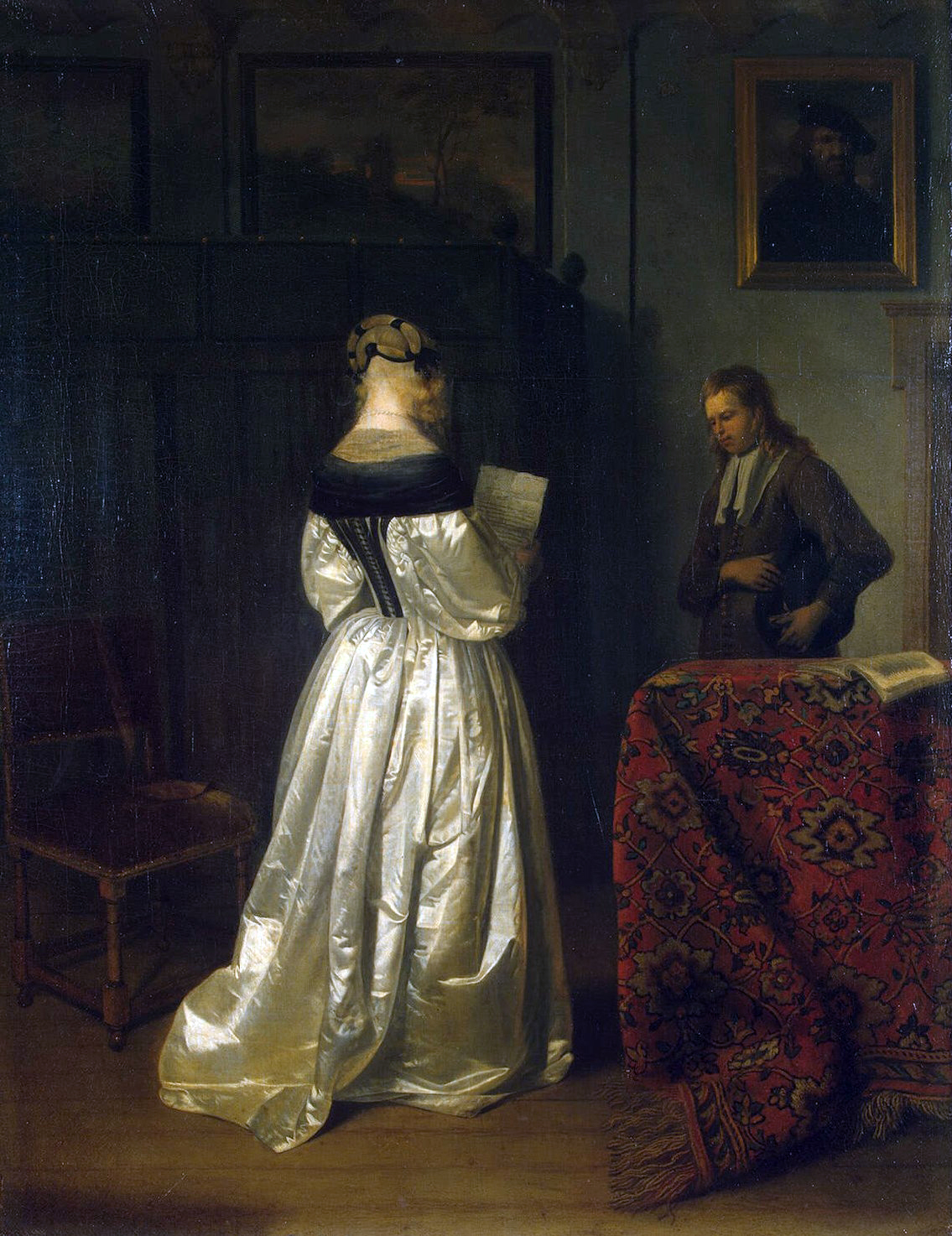
Budbäraren av Gerard ter Borch